# 55 Arietis
Désignations
55 Arietis (en abrégé 55 Ari) est une étoile de la constellation du Bélier. 55 Arietis est sa désignation de Flamsteed. Elle est faiblement visible à l'œil nu sous la forme d'un point lumineux bleu-blanc pâle avec une magnitude apparente de 5,72. Sur la base d'un décalage annuel de la parallaxe de 3,6 mas, elle se situe à environ 910 années-lumière (280 parsecs) de la Terre, avec une marge d'erreur de 30 années-lumière.
55 Arietis pourrait être une étoile en fuite, ayant une vitesse particulière de 25,9+3,9
 −6,1 km/s par rapport à ses voisines.
Son spectre correspond à celui d'une étoile géante bleue de type spectral B8 III. Elle tourne rapidement sur elle-même, à une vitesse de rotation projetée de 196 km/s. L'étoile est 4,1 fois plus massive que le Soleil et son rayon est 9,5 fois plus grand que le rayon solaire. Elle a une luminosité de 326 L☉ et sa température effective est de 7 961 K.